# Manu Raju

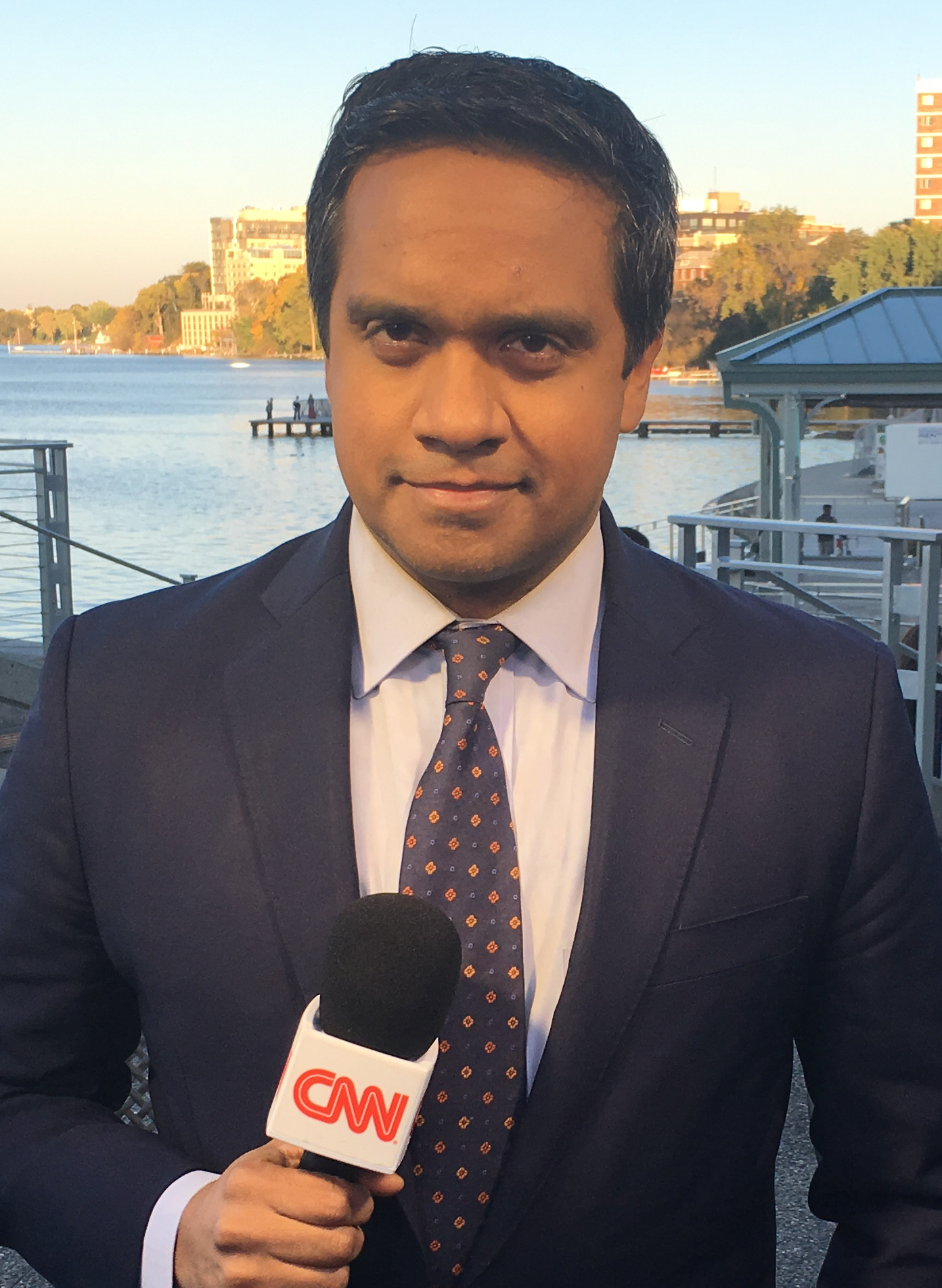
Manu Raju (2016)

Manu K. Raju (* 9. Februar 1980 in Downers Grove, Illinois) ist ein US-amerikanischer Journalist und Anchorman beim Fernsehsender CNN. Er berichtet als leitender Kongress-Korrespondent von CNN (Chief Congressional Correspondent) über den US-Kongress und politische Vorgänge in Washington, D.C. und interviewt in seiner Funktion regelmäßig führende US-Politiker des Senats und Repräsentantenhauses im nationalen Fernsehen. Außerdem ist er seit September 2023 Moderator der Sonntagsausgabe von Inside Politics (Inside Politics with Manu Raju). Vor seiner Zeit bei CNN berichtete er für Politico als Senior Capitol Hill Correspondent und auch für andere Nachrichtenagenturen in Washington, D.C. Raju moderierte Debatten für die Senatswahlen 2014 in Colorado und die Gouverneurswahlen 2014 in Colorado. Er gewann mehrere Journalistenpreise für seine Berichterstattung aus Washington, D.C. und über Wahlkämpfe.